# Gustavo Alamón
Gustavo Alamón da Rosa (Tacuarembó, 13 de enero de 1935 - 23 de junio de 2020) fue un pintor y grabador uruguayo.

## Biografía
Alamón comenzó su formación con Anhelo Hernández y luego ingresó a la Escuela Nacional de Bellas Artes donde obtuvo conocimientos con Edgardo Ribeiro y Miguel Ángel Pareja.
Vivió unos años en Fray Bentos donde creó sus talleres de Artes Plásticas El Sótano y ejerció como docente en el liceo departamental para luego volver a su ciudad natal donde dictó clases de dibujo en los liceos departamentales. En el año 1987 dirigía un taller en Salto, y fue allí donde surge la idea que dio origen a la creación de APLAS "Asociación de Artistas Plásticos Salteños", asociación de la cual fue uno de los fundadores. Fue destituido por la Dictadura cívico-militar.

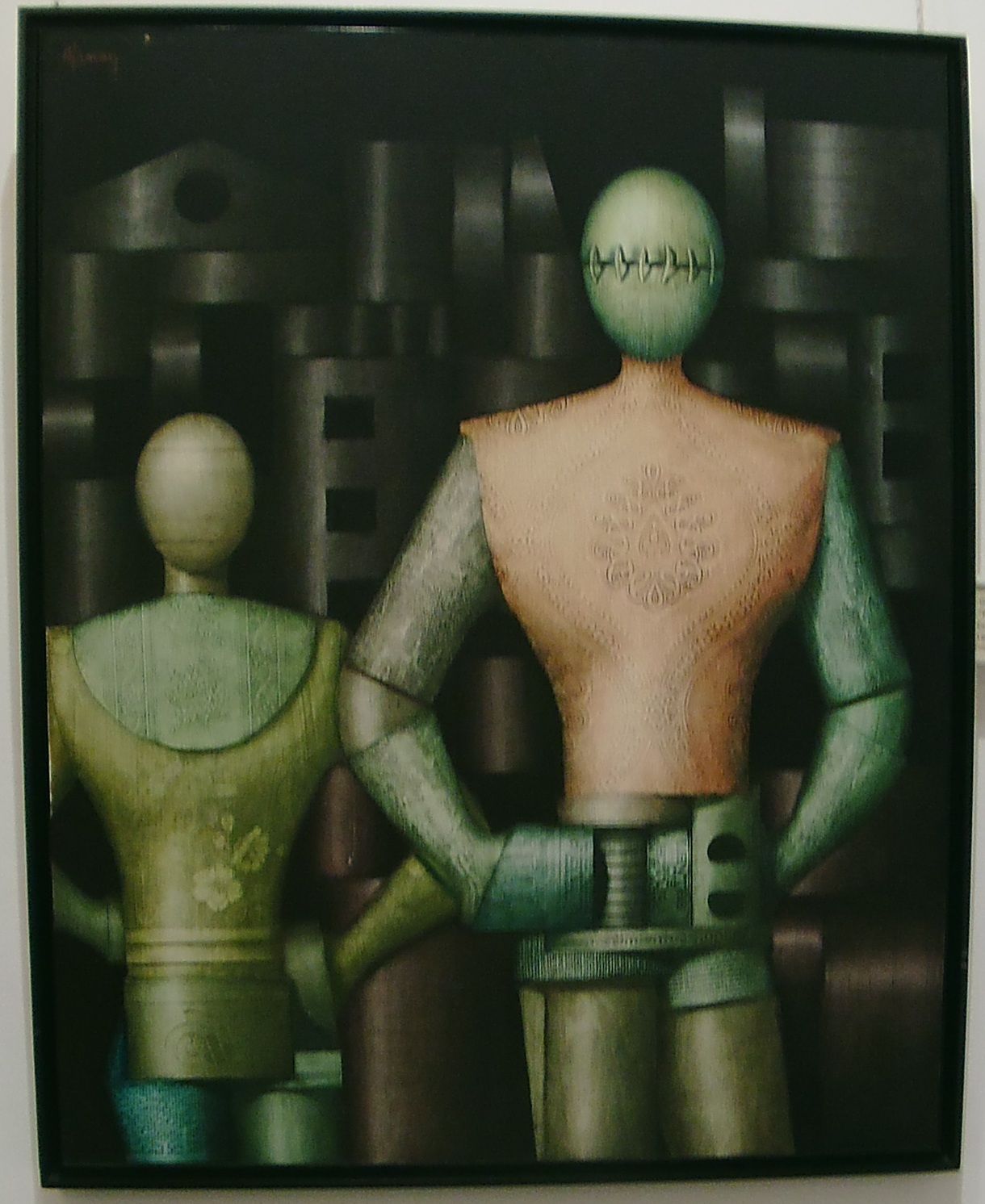
Pinturas de Gustavo Alamón

## Algunas Exposiciones
- 2012: Os Robôs de Alamón, técnicas mixtas, Caixa Cultural, São Paulo, Brasil, del 29 de abril. De septiembre a 2. Diciembre de 2012[6]

## Premios y reconocimientos
En 1985 fue condecorado con Caballero de la Orden de las Artes y las Letras de Francia y en 1999 recibió el Premio Morosoli en Uruguay.